# 阿部道
阿部 道（あべ とおる、1948年1月19日 - ）は、宮城県仙台市出身の元競輪選手。日本競輪学校第23期卒業。現役時は日本競輪選手会宮城支部所属。初出走は1966年9月16日の函館競輪場で初勝利も同日。ホームバンクは宮城自転車競技場。

## 戦績
仙台市立仙台商業高等学校出身。4人兄弟の長男で、弟3人も元競輪選手だった。

### 一緒に練習するのが嫌
阿部はデビュー当時から、平間誠記の練習仲間として一緒に練習していたが、実際のところ、平間が阿部ら若手に対して「指導」を行うために練習に付き合わせたという側面が強かった。ロードワーク中に周囲が田んぼに囲まれた場所へとさしかかると平間は突然、「おい！これから競りの練習だ！」といって阿部らの横にピッタリと車を寄せ、ゴリゴリと競りを行い、最後は決まって田んぼの中へ阿部らを突き落としたという。
しかもそうした練習が幾度も繰り返されたという。阿部は何度もこうした仕打ちを平間から受け、「平間さんと練習するのが本当に嫌だった。」とSPEEDチャンネルなどの競輪情報番組等で話していたが、そもそも平間が練習相手として選んでいたのは自らが本当に目をかけた選手だけで、その中に阿部もいたということは、阿部の将来性を高く評価していたということに他ならない。
しかし、1968年に平間は不慮の事故で他界。だがその生前、荒々しい練習を平間とともに行ってきた阿部ら当時の若手選手たちは平間の死後、続々とGIタイトルを奪取することになる。その中で阿部は華麗な捲りを武器として、福島正幸、田中博とともに三強を形成し、競輪史に名を残す名選手へとのしあがっていく。

### 三強時代と王国時代
デビュー5年目の1971年の競輪祭において、阿部は初のGIを制覇。ちなみにこの年のGI開催は競輪祭と高松宮杯という、開催場が毎年固定された大会しか開催されなかったが、阿部はわずか2つしかないうちの1つであるGIタイトルを制した。
これを契機に阿部は、既に一流選手として確立していた福島、田中の群馬勢とともに三強時代の仲間入りを果たす。また阿部の他に同じ宮城の選手としては荒川秀之助や河内剛が日本選手権競輪を制覇していたことから、宮城王国とも呼ばれるようになった。そして福島らの群馬王国とともに、競輪界の二大勢力を形成していった。
1973年の日本選手権決勝（西武園競輪場）。福島、田中もいた一戦となったが、阿部は三角あたりで一気に捲り、最後は田中らの追撃を退け、念願のダービー王となった。これで日本選手権のタイトルは3回連続して宮城勢が奪取したことになった。
さらに優勝こそできなかったが、同年のオールスター競輪決勝（高松競輪場）では福島、田中を従えて最後まで逃げ、ゴール線上では三強がまさしく横一線の状態となった。

### 「完全優勝」
1974年、静岡競輪場において初めてのGI大会としてオールスター競輪が開催された。この大会からドリームレースというものが設けられ、ファン投票上位9名によって争われるレースであったが、阿部は堂々ファン投票第1位に選出されてこのレースに登場。そして見事初代ドリームレース勝利者になったばかりか、決勝戦においても福島、田中を一蹴して優勝を果たした。
ファン投票第1位、ドリーム戦勝利、そして優勝という3つの第1位を同一年開催のオールスター競輪で経験したのは今でも阿部しかいない。またこの当時、勝ちっぷりのよさにおいては阿部は他の二強よりも勝っていると言われた。いずれは福島、田中を凌ぎ、阿部が三強の中から抜け出すのではないかと思われたが、翌1975年、阿部のみならず、三強時代は脆くも崩れ去ってしまう。

### 二つの崩壊
75年の日本選手権（千葉競輪場）では、阿部は決勝進出を逸してしまった。となると残る二強の福島、田中のいずれかが優勝するものと思われたが、優勝したのは当時22歳の6番車、高橋健二。しかも高橋のこの優勝により、既にデビュー時代のときから将来の競輪界を背負って立つ選手と目されていた阿部良二らヤングパワーの台頭が著しく、阿部ら三強はこれらヤング勢に太刀打ちできなくなっていった。もっとも、1975年は高松宮杯（2着）と競輪祭（5着）で決勝進出を果したが、1976年は競輪祭（8着）のみ。この一戦では同じ阿部でも良二の爆発的なパワーになすすべもなく完敗。そしてこれ以後、阿部がGIの決勝へと駒を進めた大会はなかった。
また群馬王国とともに勢力を築き上げてきた宮城王国もまた、終焉のときを迎えていた。まさしく1975年の千葉ダービーというのは、まさに歴史的な一戦であったわけである。

### 饒舌
トップクラスから転落した阿部だが、2004年3月まで現役を続けた。2001年6月25日の準地元・いわき平競輪場の第3レース・B級選抜競走において通算700勝を達成。最後は通算720勝を挙げた。
ところで阿部といえば非常に饒舌な選手であり、また思ったことをズバズバとしゃべったことから特にマスコミには非常に受けがよかった。また阿部のことを「ミスター競輪」という人もいる。そして日ごろから、「落車は百害あって一利なし！負けても完走することが何よりも大事。」という話もしていた。引退後はいわき平競輪場のアドバイザーを務めている。また同競輪場において、S級シリーズ・「阿部道杯」も毎年開催されている。
2010年10月には自転車トラック競技の日本ナショナルチーム監督に就任し、同年12月より行われたUCIトラックワールドカップ2011-2012より指揮を執ったが、2011年3月に東日本大震災で自宅が被災したことを理由に辞任した。
2016年より日本名輪会に会員として加わることになった。

## 主な獲得タイトルと記録
- 1971年 - 競輪祭競輪王（小倉競輪場）
- 1973年 - 日本選手権競輪（西武園競輪場）
- 1974年 - オールスター競輪（静岡競輪場）
- 年間賞金王2回 - 1973年・1974年

## 著書
- 『これで競輪のすべてがわかる-競輪はKEIRINに変わった-』サンケイブックス 2015年 ISBN 978-4782904497